# جرج بارکلی
جرج بارکلی (۱۷۵۳–۱۶۸۵) (به انگلیسی: George Berkeley) (تلفظ: ‎/ˈbɑːrkli/‎) فیلسوف و کشیش ایرلندی که توسط بسیاری از فلاسفهٔ امروزی از فیلسوفان ایدئالیست مدرن محسوب می‌شود.

## زندگی
وی به عنوان ششمین و واپسین فرزند خانواده به سال ۱۶۸۵ در کیلکنی ایرلند زاده شد. در سال ۱۷۰۰ وارد ترینتی کالج دوبلین شد که مدت بیست سال در آن ماندگار گردید و در همان‌جا بود که با اندیشه‌های نوین مانند جان لاک وایزاک نیوتون آشنا شد. بیست و چهارساله بود که رسالهٔ جستار دربارهٔ نظریهٔ جدید رویت را به زیور طبع آراست. از جمله مصنفات مهم دیگر بارکلی باید به مبادی علم انسان و سه گفت و شنود میان هیلاس و فیلونوس که در زمان حضورش در آکسفورد نوشته شده‌است؛ اشاره کرد.
جملهٔ مشهور وی «Esse est percipi» (ترجمه تقریبی: «شرط وجود، درک شدن توسط حواس است») پاسخی به مسایل دوالیسم رنه دکارت بود، و تا مدت‌ها در محافل فلسفی مورد بحث بود. او معتقد است که مادّه و شیئی وجود حقیقی ندارد و آنچه هست و می‌بینم «نور است و رنگ» که با چشم دیده می‌شود.
شهر برکلی در کالیفرنیا و دانشگاه برکلی را به افتخار وی نامگذاری کرده‌اند. وی کتابی دربارهٔ تئوری علم نوشت که از نظر سلاست وروانی و فصاحت در ادبیات انگلیس کم‌نظیر است.

## نفی وجود ماده
بارکلی در قرن هجدهم زندگی می‌کرد؛ قرنی که در آن نگاه انسان به هستی و جهان عوض شده بود در علوم طبیعی کسانی مثل گالیله، بویل، هاروی و نیوتن؛ در علوم سیاسی کسانی مثل هابز؛ و در فلسفه کسانی مثل دکارت و لایبنیتس و اسپینوزا و لاک، تفسیر جدیدی از جهان و هستی ارائه داده بودند. در تفسیر جدید، نگاه سنتی و دینی ویران یا سست شده بود. تفکر بارکلی در واقع واکنشی است در برابر این تصویر عقلانی نو از جهان و همچنین کوششی است برای رهانیدن یا بازگرداندن اصول و مبانی رویکرد دینی یا به‌طور خلاصه، نجات جهان بینی دینی، و سپس خود دین و اصول آن است. وقتی دکارت ماده را چون جوهری مستقل در نظر گرفت به نظر بارکلی، دکارت ماده را به مقام خدایی رسانده‌ است. بارکلی در برابر ماتریالیسم نهفته در اندیشه‌های لاک و هابز و دیگر اندیشمندان قرن هفدهم و قوانین نیوتن که جهان را هم چون یک ماشین عظیم می‌داند که تابع قوانین مکانیکی است، موضع‌گیری می‌کند. در این جهان جایی برای خداوند نیست. بارکلی معتقد است که این اندیشه‌ها باعث تیرگی و تباهی اخلاقی انسان‌ها می‌شود. از سویی به بی خدایی و از سوی دیگر موجب شک گرایی در بارهٔ معنویت و مبانی دینی می‌شود؛ لذا در برابر اندیشه‌های مادی زمان خود منکر ماده شد. در واقع او که خود اسقف کلُوین بود ماده‌گرایی را سرچشمه الحاد می‌شمرد. در نتیجه در صدد برآمد تا تببینی متمایز از جهان ارائه دهد. در کتاب «سه گفت و شنود میان هیلاس و فیلونوس» فیلونوس دیدگاهی ارائه می‌کند که هیلاس شکاک، آن را عجیب و غریب‌ترین چیزی که تابحال به ذهن انسان رسیده وصف می‌کند. ایدهٔ خود بارکلی نیز مبنی بر نفی اساس و اصالت ماده در جهان نیز مشابه ایدهٔ قهرمان کتاب او، جزو عجیب‌ترین ایده‌های تاریخ فلسفه محسوب می‌شود.
نکته اصلی فلسفه او این است: چیزی به نام ماده وجود ندارد. خیلی ساده، همهٔ اشیاء و جهان پیرامون ما تنها ساخته و پرداخته ذهن ماست. تنها ذهن وجود دارد که حامل ایده هاست. هرآنچه که ما احساس و ادراک می‌کنیم در واقع همان ایده‌های ذهنی خود ما هستند، وجود خارجی ندارند (subjective idealisem).
وی که خود ریاضیدان قابلی بود همچنین به مباحثه با نیوتن پرداخت و برخی نظرات او را زیر سؤال برد. بارکلی مدعی شد برخلاف نظریهٔ «بی‌نهایت خُردهای» نیوتن، در عالم واقعی، چیزی به نام بی‌نهایت تقسیم پذیر وجود ندارد. وی نظر نیوتن مبنی براینکه فضا و زمان بدون آنکه چیزی در ظرف آن‌ها اتفاق بیفتد، به خودی خود می‌توانند موجود باشند را رد کرد و زمان را تنها تسلسلی حاصل از ایده‌های ذهن انسان دانست که به سبب توالی حوادث وجود می‌یابد. با پیشرفت علم و اختراع تلسکوپ و میکروسکوپ، بارکلی دنیای رؤیت شده زیر میکروسکوپ را اساساً دنیای دیگری غیر از دنیای ما انسان‌ها پنداشت.
بارکلی به کلی منکر وجود دنیای خارج بود و عقیده داشت که فقط روح نامتناهی و ارواح متناهی دارای وجود می‌باشند و صور محسوس را خداوند در ذهن ما ایجاد می‌کند و آنچه در نظر ما «وجود» جلوه می‌کند ایده‌ای بیش نیست. بارکلی چنان در ایدئالیسم غلو می‌کند که اغلب ماتریالیست‌ها برای رد عقاید ایدئالیست‌ها به خرده‌گیری از عقاید بارکلی می‌پردازند.
بارکلی نخستین بار دیدگاه خود دربارهٔ نفی وجود جوهر مادی را در رسالهٔ «مبادی علم انسان» و سپس در «سه گفت و شنود میان هیلاس و فیلونوس» مطرح ساخت.
بارکلی در رسالهٔ مبادی علم انسان این‌گونه استدلال می‌کند که انتزاع کیفیاتی که از یکدیگر جدایی ناپذیر هستند امکان‌پذیر نیست؛ مثلاً نمی‌توان «بعد» را بدون وجود «جسم» و جسمی بدون بعد را تصور کرد.
وانگهی ما تنها زمانی می‌توانیم حکم به وجود چیزی بدهیم که بتوانیم آن را با یکی از حواس خود ادراک کنیم در غیر این صورت دلیلی بر وجودش در دست نداریم؛ به عبارت دیگر وجود داشتن=ادراک شدن.
انتزاع «وجود» از شی ناممکن است بنابراین نمی‌توانیم وجود داشتن شی را به صورت جداگانه ادراک نماییم و حکم به وجود آن بدهیم و هیچ جوهری مگر جوهر روح وجود ندارد.
از آنجایی که هیچ تصوری بدون علت نمی‌تواند در ذهن به وجود آید بنابراین جوهری به نام روح سرچشمهٔ ایجاد این تصورات است. تصورات ممکن است حاصل ارادهٔ خود ما باشد مانند تصور درختی خیالی یا موجودی خیالی مانند سیمرغ. اما تصورات دیگری هم موجودند که حاصل ارادهٔ انسان نیستند و انسان نمی‌تواند مانع بروز آن در ذهن خود شود مانند درختی واقعی که مسئول ایجاد آن‌ها خداست. آنچه که درخت نخست را از درخت اخیر جدا می‌سازد وجود مادی و بیرون از ذهن دومی نیست بلکه وجه تمایز آن‌ها در علتشان است که در مورد درختی که واقعی می‌نامیم علت خداست.
بارکلی معتقد بود که از لحاظ منطقی اینکه بخواهیم وجود چیزی را ثابت کنیم تنها به این دلیل است که بدون آن انجام فلان کار برای ما قابل تصور نیست، نادرست است؛ مثلاً اینکه بگوییم صندلی وجود دارد چون
اگر نبود ما نمی‌توانیم تصور کنیم که چگونه ممکن بود بتوانیم روی آن بنشینیم و زمین‌نخوریم، ناصحیح است. این مغالطه در منطق به Argument from incredulity (مغالطه از روی ناباوری) معروف است.
جالب آنکه وی مردی اجتماعی بود و دوستان فراوانی از جمله جاناتان سویفت نویسنده سفرهای گالیور داشت. سویفت او را تحسین می‌کرد و فیلسوف کامل می‌نامید. سویفت معشوقه‌ای داشت به نام vanessa که پس از مرگش به دلایلی که هرگز روشن نشد ثروت کلانی را برای بارکلی و یک دوست دیگر به ارث گذاشت. بارکلی که انتظار چنین پول عظیمی را نداشت آن را هدیه خداوند شمرد و سعی کرد برای احداث دانشگاهی در مثلث برمودا مصروف کند. دانشگاهی که نه فقط برای اروپاییها و امریکاییها بلکه حتی برای سیاهپوستان آفریقا نیز باشد. اما ایده او چنان بزرگ و جاه‌طلبانه بود که در تحقق آن شکست خورد.
فلسفهٔ بارکلی رامی توان به‌طور خلاصه چنین گفت «روح نامتناهی و ناکرانمندی وجود دارد که همان خداست؛ روحهای متناهی و کرانمندی هم وجود دارند که ما باشیم. خدا ما را آفریده و از طریق جهان خودش با ما در ارتباط است. خداست که همهٔ تجربه‌هایی را که برای ما حاصل می‌شود به ما می‌دهد؛ بنابراین، آنچه ما اسمش را جهان گذاشته‌ایم، در حقیقت به منزلهٔ زبان خداست، و نظم‌های قابل فهم در جهان – یعنی قوانین علمی و معادلات ریاضی که با تجارب ما عجین شده – به مثابهٔ قواعد صرف و نحو آن زبان است، یعنی ساخت سخنانی که خدا خطاب به اذهان انسانی ما می‌گوید.»

## آثار ترجمه شده به فارسی
- رساله در اصول علم انسانی و سه گفت و شنود، ترجمه منوچهر بزرگمهر، مؤسسه چاپ و انتشارات دانشگاه تهران، ۱۳۴۵
- نظریه‌ای تازه در باب ابصار، ترجمه بابک ارزانی، انتشارات پرسش، ۱۳۹۵